# Renaud III de Gueldre
Renaud III de Gueldre, dit « le Gros », né le 13 mai 1333 et mort le 4 décembre 1371, fut duc de Gueldre et comte de Zutphen de 1343 à 1361, puis en 1371.

## Biographie
Il était fils de Renaud II, duc de Gueldre et comte de Zutphen, et d'Aliénor d'Angleterre.
À la mort de son père, sa mère exerça la régence jusqu'en 1344. À partir de 1350, son frère Édouard revendiqua le pouvoir et une querelle de succession éclata entre les deux frères jusqu'en 1361 : Renaud fut vaincu à Tiel et emprisonné dans le château de Nijenbeek. Il y serait devenu si gros qu'il n'aurait pas pu en sortir, même si la porte était restée ouverte. Édouard mourut le 24 août 1371 et il fut libéré (selon la légende, on a dû tailler dans les murs pour le faire sortir), mais il remonta sur le trône ducal pour peu de temps, car il mourut quelques mois plus tard.
Comme il n'avait pas d'enfant légitime, la succession passa à ses sœurs, qui luttèrent entre elles pour s'approprier le duché de Gueldre.

## Mariage et enfant
Il avait épousé à Tervuren le 1er juillet 1347 Marie de Brabant (1325 † 1399), dame de Turnhout, fille de Jean III, duc de Brabant et de Marie d'Évreux.
Ils n'eurent pas d'enfants, mais Renaud eut une fille illégitime, Ponte de Gueldre, qui épousa Johan van Groesbeek († 1428), seigneur de Heumen et de Malden.